# Beethoven Javier
Beethoven Javier (Treinta y Tres, 1947. június 20. – 2017. augusztus 9.) válogatott uruguayi labdarúgó, csatár, edző.

## Pályafutása

### Klubcsapatban
1968-ban a Nacional, 1974 és 1980 között a Defensor Sporting, 1982-ben a Colón FC játékosa volt. 1976-ban a Defensor csapatával bajnokságot nyert.

### A válogatottban
1976-77-ben öt alkalommal szerepelt az uruguayi válogatottban.

### Edzőként
1996-ban a Huracán Buceo, 2001-ben a Central Español, 2007-ben a Miramar Misiones vezetőedzője volt.

## Sikerei, díjai
Defensor Sporting
- Uruguayi bajnokság
  - bajnok: 1976